# 朴娜勑
朴娜勑（1985年10月25日—），韓國喜劇演員及電子音樂DJ。父母沒有幫她取漢字名，其後自己取漢字名為「娜勑」，早期名字常被音譯為「朴娜萊」。

## 演藝經歷
2006年KBS第21期公招喜劇演員出道。2012年中，和張度練從《搞笑演唱會》轉戰《喜劇大聯盟》至今，為近年深受歡迎的女諧星之一，與金智珉、張度練、李國主、梁世炯、梁世燦相熟。

## 綜藝節目

### 綜藝固定出演
| 黃色 為進行中的節目 |

| 日期                          | 頻道       | 節目名稱                    | 成員                                                                                      |
| 2012年5月12日－至今           | tvN        | 喜劇大聯盟                  |                                                                                           |
| 2015年12月18日－2016年4月1日  | MBC        | 隔壁的CEO們                 | 金九拉、李在龍、沈亨倬、黃載根、殷志源、Defconn、DinDin、孫泰英、許齡智                   |
| 2016年2月16日－4月12日        | JTBC       | 拜託了魔女                  | 宋恩伊、李國主、金淑、安英美                                                              |
| 2016年3月5日－2017年5月13日   | MBC        | 我們結婚了第四季            | 朴美善、黄帝聖、梁世燦、禮智 (FIESTAR)                                                    |
| 2016年4月7日－9月8日          | MBC        | 能力者們                    | 與Defconn、殷志源                                                                         |
| 2016年7月12日－至今           | MBC every1 | Video Star                  | 朴素賢、金淑、Dara                                                                        |
| 2016年7月27日－9月14日        | Mnet       | Hit The Stage               |                                                                                           |
| 2016年9月23日－至今           | MBC        | 我獨自生活                  | 成勛、Henry、旗安84、華莎、孫淡妃、張度練                                                 |
| 2017年1月13日－1月27日        | tvN        | 把便利店掏空吧 (試播)       | 與李壽根、尹斗俊 (Highlight)、Wendy (Red Velvet)、Tony An、KangTa、DinDin、慧潾 (EXID)    |
| 2017年3月13日－5月15日        | tvN        | 把便利店掏空吧              | 與李壽根、尹斗俊 (Highlight)、Tony An、KangTa、DinDin、慧潾 (EXID)                        |
| 2017年11月25日－2019年3月30日 | tvN        | 窮遊豪華團                  | 朴明洙、許卿煥、文世潤                                                                    |
| 2018年1月7日－5月27日         | JTBC       | Two Yoo Project - Sugar Man | 劉在錫、柳喜烈、Joy (Red Velvet)                                                          |
| 2018年2月12日－4月5日         | XtvN       | 愛情也能翻譯嗎              | 梁世炯、Eric Nam、Sunny (少女時代)、娜榮 (PRISTIN)                                        |
| 2018年4月2日－8月1日          | OLIVE      | 今天吃什麼 - 全能料理教室   | 梁世炯、Sam Okyere                                                                        |
| 2018年4月7日－至今            | tvN        | 驚人的星期六                | Boom、申東燁、文世潤、金東炫、韓海、KEY (SHINee)、Nucksal、P.O (Block B)、太妍 (少女時代) |
| 2018年9月16日－2019年2月21日  | TV朝鮮     | 戀愛的滋味 (第一季)         | 與MC：崔化精                                                                              |
| 2018年9月17日－11月19日       | tvN        | 吃草的聲音 (第二季)         | 韓泰雄、宋昰昀、李陳鎬、黄燦盛 (2PM)                                                      |
| 2018年9月20日－12月6日        | JTBC4      | My Mad Beauty 2             | 孝淵 (少女时代)、李美珠 (Lovelyz)、李真伊、韓海                                           |
| 2019年1月8日－3月15日         | Lifetime   | 明朗的戀愛教練              | 申東燁、洪錫天、韓惠妍、金台鉉、鄭赫、林玹珠                                              |
| 2019年2月4日－2月5日          | MBC        | 幫我找房子吧(試播)          | 與MC：金淑                                                                                |
| 2019年2月23日－3月16日        | JTBC       | Sky Muscle                  | 俞世潤、Amber (f(x))、權赫秀、恩熙 (宇宙少女)、JooE (MOMOLAND)                            |
| 2019年2月27日－5月8日         | JTBC4      | My Mad Beauty 3             | 韓惠珍、李美珠 (Lovelyz)、磪有情 (Weki Meki)                                              |
| 2019年3月24日－5月26日        | tvN        | Miss Korea                  | 韓高恩、申鉉濬、曹世鎬、黃光熙、Don Spike、申雅英、張東尹                                 |
| 2019年3月31日－至今           | MBC        | 幫我找房子吧                | 與MC：金淑                                                                                |
| 2019年4月1日－6月24日         | tvN        | 吃草的聲音 (第三季)         | 韓泰雄、朴明洙、梁世燦                                                                    |
| 2019年5月23日－9月19日        | TV朝鮮     | 戀愛的滋味 (第二季)         | 與MC：崔化精                                                                              |
| 2019年7月17日－9月4日         | tvN        | 無論什麼friends             | 與Boom、李詩媛、文世潤、黄帝聖、梁世炯、梁世燦、洪允和                                    |
| 2019年8月12日－10月7日        | SBS        | 小森林                      | 與李瑞鎮、李昇基、庭沼珉                                                                  |
| 2019年8月13日－10月22日       | JTBC       | 快點說話吧                  | 與全炫茂、金正蘭、文世潤、鄭尚勳、李鎭赫                                                  |
| 2019年10月24日－12月19日      | TV朝鮮     | 戀愛的滋味 (第三季)         | 與MC：金淑                                                                                |
| 2020年3月5日-7月30日          | OLIVE      | 解憂美食團2（飯bless you2） | 與宋恩伊、金淑、張度練                                                                    |
| 2020年6月13日－8月22日        | SBS        | 朴張約會所                  | 與MC：張度練                                                                              |
| 2020年6月29日－至今           | tvN        | 新穎的整理                  | 與辛愛羅、尹鈞相                                                                          |
| 2020年7月7日－10月9日         | MBC        | 女隱派                      | 與韓惠珍、華莎                                                                            |
| 2020年10月13日－2021年1月8日  | JTBC       | 感性露營                    | 與安英美、頌樂、朴素丹、孫娜恩                                                            |
| 2021年11月20日                | Netflix    | New World: 虚拟货币争霸战   | 與李昇基、殷志源、金希澈、曹寶兒、Kai                                                     |
| 2023年8月8日                  | Netflix    | 喪屍宇宙                    | 與李施昤、盧弘喆、DinDin、TSUKI、柳熙寬、強納森·伊翁比、派翠夏·伊翁比、洪誠佑、Dex        |

## 提名及獲獎列表
| 年度   | 頒獎典禮                | 獎項                            | 作品                                            | 結果 |
| 2006年 | KBS演藝大賞             | 喜劇部門 女子新人獎             | 《搞笑演唱會》《爆笑俱樂部２》                  | 提名 |
| 2007年 | KBS演藝大賞             | 喜劇部門 女子新人獎             | 《搞笑演唱會》《爆笑俱樂部２》                  | 提名 |
| 2013年 | 第21屆韓國文化演藝大獎  | 搞笑藝人部門 優秀獎             | －                                              | 獲獎 |
| 2015年 | 第23屆韓國文化演藝大獎  | 搞笑藝人部門（獎項待確認）      | －                                              | 獲獎 |
| 2015年 | MBC演藝大賞             | 音樂・脫口秀部門 女子新人獎     | 《黃金漁場 Radio Star》《My Little Television》 | 獲獎 |
| 2016年 | 第52屆百想藝術大獎      | 女子綜藝獎                      | 《喜劇大聯盟》                                  | 提名 |
| 2016年 | tvN10 Awards            | 喜劇部門 女子獎                 | 《喜劇大聯盟》                                  | 提名 |
| 2016年 | tvN10 Awards            | Made in tvN 綜藝女子獎          | 《喜劇大聯盟》                                  | 提名 |
| 2016年 | 第24屆韓國文化演藝大獎  | 搞笑藝人部門 大賞               | －                                              | 獲獎 |
| 2016年 | MBC演藝大賞             | 綜藝部門 女子優秀獎             | 《我獨自生活》《我們結婚了》第四季              | 獲獎 |
| 2017年 | 第53屆百想藝術大獎      | 女子綜藝獎                      | 《我獨自生活》                                  | 獲獎 |
| 2017年 | MBC演藝大賞             | 綜藝部門 女子最優秀獎           | 《我獨自生活》                                  | 獲獎 |
| 2017年 | MBC演藝大賞             | 綜藝部門 最佳情侶獎（與旗安84） | 《我獨自生活》                                  | 獲獎 |
| 2017年 | MBC演藝大賞             | 大賞                            | 《我獨自生活》                                  | 提名 |
| 2017年 | SBS演藝大賞             | Mobile Icon獎                   | 《朴娜勑的複貼秀》                              | 獲獎 |
| 2018年 | 第30屆韓國PD大賞        | 喜劇演員獎                      | 《我獨自生活》                                  | 獲獎 |
| 2018年 | 第54屆百想藝術大獎      | 女子綜藝獎                      | 《我獨自生活》                                  | 提名 |
| 2018年 | 第45屆韓國放送大獎      | 喜劇演員獎                      | 《我獨自生活》                                  | 獲獎 |
| 2018年 | 第9屆韓國大眾文化藝術獎 | 文化體育觀光部長官表彰          | －                                              | 獲獎 |
| 2018年 | MBC演藝大賞             | 年度演藝人獎                    | 《我獨自生活》                                  | 獲獎 |
| 2018年 | MBC演藝大賞             | 綜藝部門 最佳情侶獎（與旗安84） | 《我獨自生活》                                  | 提名 |
| 2018年 | MBC演藝大賞             | 綜藝部門 最佳情侶獎（與金忠宰） | 《我獨自生活》                                  | 提名 |
| 2018年 | MBC演藝大賞             | 大賞                            | 《我獨自生活》                                  | 提名 |
| 2019年 | 第55屆百想藝術大獎      | 女子綜藝獎                      | 《我獨自生活》                                  | 提名 |
| 2019年 | MBC演藝大賞             | 年度演藝人賞                    | 《我獨自生活》、《幫我找房子吧》                | 獲獎 |
| 2019年 | MBC演藝大賞             | 大賞                            | 《我獨自生活》、《幫我找房子吧》                | 獲獎 |
| 2020年 | 第56屆百想藝術大獎      | 女子綜藝獎                      | 《我獨自生活》                                  | 獲獎 |
| 2020年 | 第56屆百想藝術大獎      | 女子人氣獎                      | 《我獨自生活》                                  | 提名 |
| 2020年 | MBC演藝大賞             | Digital Contents賞              | 《我獨自生活 女隱派》                           | 獲獎 |
| 2020年 | MBC演藝大賞             | 年度演藝人賞                    | 《我獨自生活》、《幫我找房子吧》                | 獲獎 |
| 2020年 | MBC演藝大賞             | 大賞                            | 《我獨自生活》、《幫我找房子吧》                | 提名 |

### 引見
1. ↑  .   [2018-10-25]. （原始内容存档于2020-09-14）.
2. ↑  .   [2018-09-05]. （原始内容存档于2020-09-14）.